# Piros disznóparéj
A piros disznóparéj vagy piros amaránt (Amaranthus hypochondriacus) a szegfűvirágúak (Caryophyllales) rendjébe és a disznóparéjfélék (Amaranthaceae) családjába tartozó faj.
Kertekben mint dísznövényt termesztik, mert mérete és színe is igen látványos. Sötétbordó színét a sejtjeiben felhalmozódó betacián okozza. Alapvető habitusa emlékeztet a szőrös disznóparéj (Amaranthus retroflexus) habitusára, de virágzata sokkal látványosabb, a testéhez képest nagyobb, összetett füzérvirágzat.
Mexikóban endemikus faj.
Afrikában a disznóparéjfélék más fajaihoz hasonlóan élelmiszerként hasznosítják.